# Nick Thune
Nicholas Ivan Thune, né le 8 décembre 1979 à Seattle (Washington), est un acteur, humoriste et musicien américain.

## Filmographie

### Cinéma
- 2006 : Enfants non accompagnés : le beau Père Noël
- 2007 : En cloque, mode d'emploi : l'ami d'Alison
- 2009 : Spring Breakdown : Dan, l'annonceur
- 2009 : Extract : Vendeur de guitare #2
- 2010 : Screwball: The Ted Whitfield Story : Petey Sinclair
- 2010 : Don't Fade Away : Matthew Price
- 2011 : Poolboy : Drowning Out the Fury : Barry
- 2012 : Dreamworld : Deke
- 2012 : Not That Funny : Norm Getz
- 2014 : Bad Johnson : le pénis de Rich
- 2015 : The Breakup Girl : Lewis
- 2016 : Dreamland : Jason
- 2016 : The Duke : Danny
- 2017 : Dave Made a Maze : Dave
- 2017 : Mr. Roosevelt : Eric Kline
- 2017 : People You May Know : Jed
- 2017 : 61 : Highway to Hell : Le chassé
- 2018 : Venom : un barbu au bar
- 2018 : L'exorcisme de Hannah Grace : Randy[1]
- 2021 : The Right One : Godfrey[2]
- 2021 : Mixtape [3]

### Télévision

#### Séries télévisées
- 2011 : Traffic Light : Ben
- 2011 : Happy Endings : Tommy
- 2012 : Garfunkel and Oates : Titulaire de la main Daniel
- 2012 : Don't Trust the B---- in Apartment 23 : Willoughby
- 2013 : Laugh Trek (4 épisodes)
- 2013 : Burning Love : Teddy (8 épisodes)
- 2014 : Garfunkel and Oates : Nick
- 2014 : Comedy Bang! Bang! : Charlie Pedactor
- 2016 : American Dad! : Trey (voix)
- 2018 : Life in Pieces : Finn Jazzelroy (2 épisodes)
- 2020-2021 : Love Life : Magnus (4 épisodes)[4]
- 2021 : Everything's Fine : Dan

#### Téléfilms
- 2010 : Beach Lane : James Wilson
- 2011 : I Hate That I Love You : Brad
- 2013 : Crazytown : Boomer
- 2014 : Old Soul : Charlie
- 2015 : WTF America : Casey
- 2019 : Heart of Life